# Quand les feuilles tombent
Quand les feuilles tombent és una pel·lícula muda francesa escrita i dirigida per Louis Feuillade i estrenada el desembre de 1911.

## Repartiment
- Renée Carl
- Yvette Andréyor
- Louise Lagrange
- Luitz-Morat
- René Navarre
- Maurice Vinot
- Georges Wague